# Bara (Zweden)
Bara is een plaats in de gemeente Svedala in Skåne de zuidelijkste provincie van Zweden. De plaats heeft 3270 inwoners en een oppervlakte van 155 hectare.